# Siegfried Stohr
Siegfried Stohr, född 10 oktober 1952 i Rimini, är en  italiensk racerförare. Han är trots sitt namn italienare, men fadern var tysk medan modern var italienska. Ungdomsåren ägnade han bland annat åt universitetsstudier, vilka avslutades med att han tog examen i psykologi.

## Racingkarriär
Stohr började tävla i karting vid 19 års ålder och gick över till racing när han var 24. Han vann titeln i Formel Italia det andra året och gick sedan vidare till att tävla i det italienska F3-mästerskapet 1978.
Stohrs framgångar i formel 3 gav honom senare chansen i formel 2 där han slutade på fjärde plats i det europeiska mästerskapet 1980. 
Säsongen 1981 fick han genom sponsring från Beta Utensili debutera i formel 1 för Arrows där han blev stallkamrat med landsmannen Riccardo Patrese. Stohr fick det motigt. I loppet i Belgien 1981 gick starten medan Patreses bil, som hade stannat, höll på att startas om av en av stallets mekaniker. Stohr, som kom från de bakre leden, uppfattade inte situationen utan körde rakt in i baken på sin stallkamrats bil och skadade samtidigt mekanikern, som turligt nog kom undan med ett brutet ben. Denna incident påverkade Stohr så mycket att han aldrig mer blev densamme, men han blev kvar i stallet ytterligare åtta lopp. Hans bästa resultat var en sjunde plats i Nederländerna 1981. I säsongens två sista lopp ersattes Stohr av Jacques Villeneuve Sr, men denne lyckades inte bättre.
Stohr lämnade F1 och startade i stället en förarträningsskola i Misano. Han är numera även journalist och författare. Han har bland annat skrivit en självbiografi och böcker om säker körning.

## F1-karriär
| Säsong | Stall/Tillverkare | Poäng | Placering |
| ------ | ----------------- | ----- | --------- |
| 1981   | Arrows-Ford       | 0     | –         |